# Підземне сховище нафти, газу

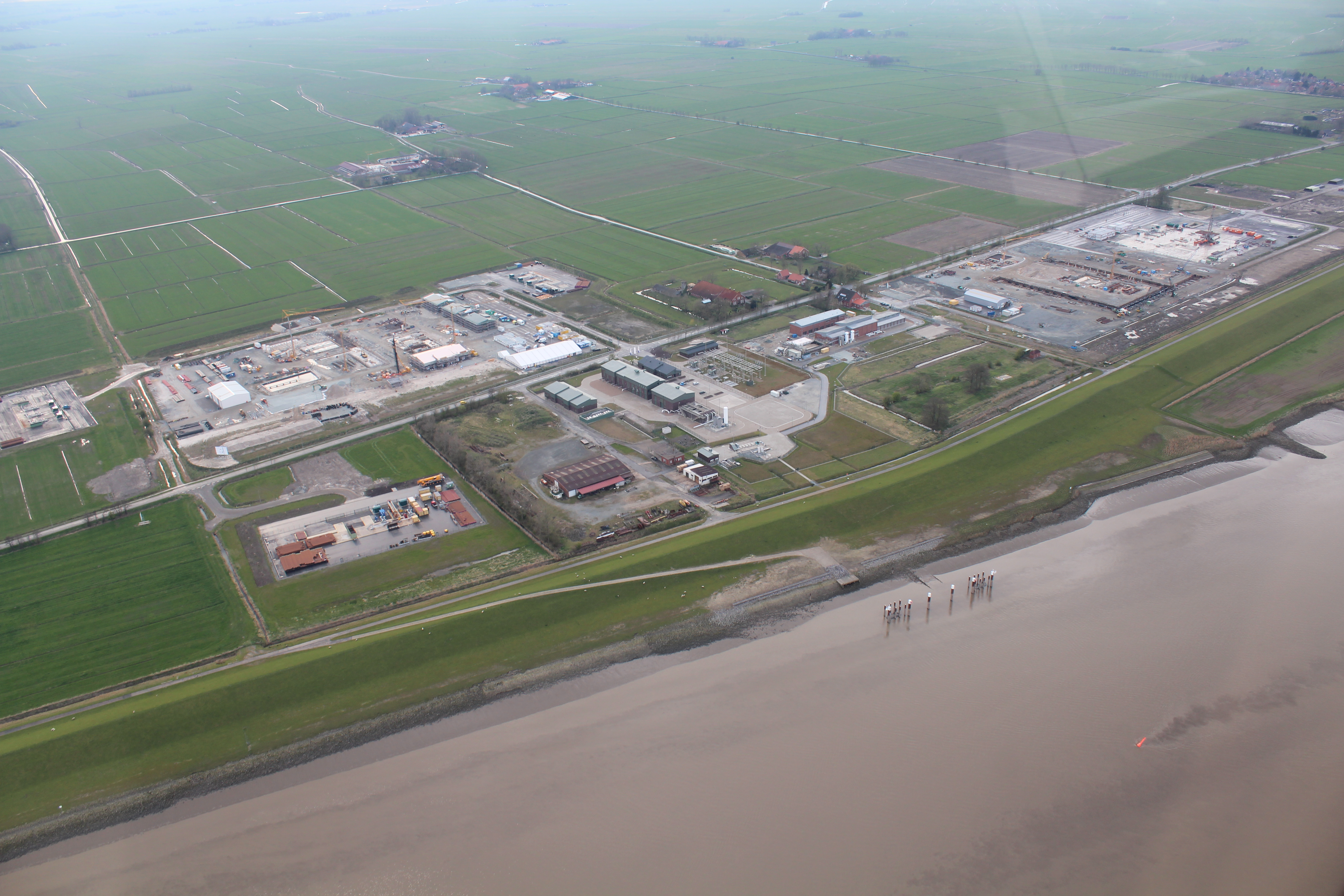
Будівництво газового підземного сховища вуглеводнів на Емсі

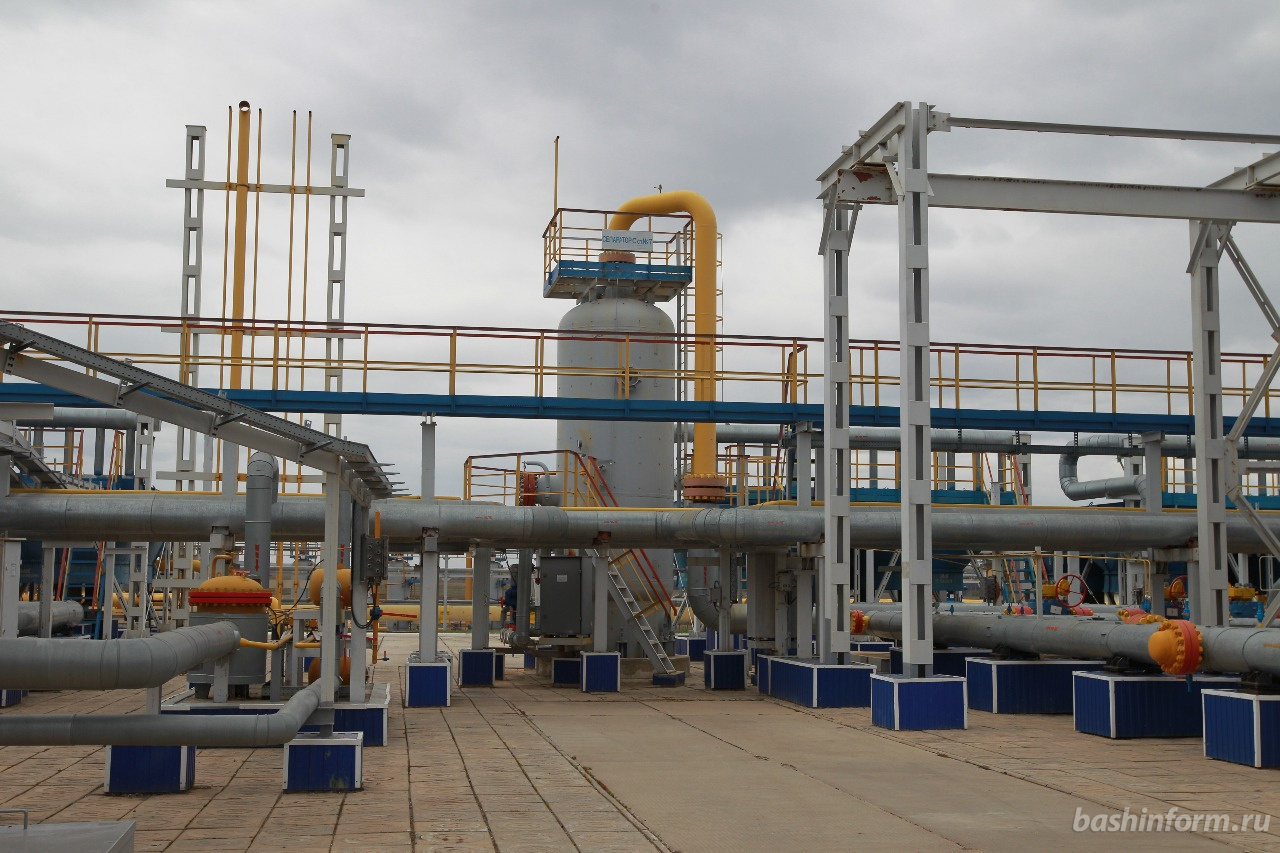
Канчуринсько-Мусинський комплекс підземного зберігання газу в Башкортостані, Росія

Підземне сховище нафти, газу або продуктів їх переробки (рос. подземное хранилище нефти, газа или продуктов их переработки; англ. underground storage of oil, gas or products of their refining; нім. Untertagespeicherung f von Erdöl, Erdgas oder ihren Verarbeitungsprodukten) — технологічний комплекс, створений у природній або штучній ємності надр, накопичувач нафти чи газу і технологічно поєднані з ним споруди, які служать для періодичного наповнення, зберігання і відбирання нафти, газу чи продуктів їх переробки для постачання споживачам.

## Історія
В давнину нафту зберігали у звичайних земляних ямах, а перевозили в шкіряних бурдюках на верблюжих горбах. Описані Геродотом способи видобутку, зберігання й транспортування нафти майже не змінилися протягом двох тисячоліть.
Історія сучасної технології підземного зберігання газу починається в 1915, коли в Канаді було збудовано перше експериментальне сховище природного газу. Однак промислового значення це сховище не мало.
Історія підземного зберігання газу в Україні бере свій початок з 1964, коли було розпочато закачування газу у водоносні горизонти Олешівської структури. На сьогоднішній день в Україні експлуатується 13 ПСГ. Загальна ємність ПСГ становить 35 млрд м3, загальна кількість свердловин — 1700 шт., загальна потужність КС — 550 МВт. Добова максимальна продуктивність — 200 млн м3 газу.
Можна виділити декілька періодів розвитку підземних сховищ газу в Україні:
- Перший період розвитку підземного зберігання газу в Україні практично збігається зі світовими тенденціями у підземному зберіганні газу при проектуванні та розвитку великих систем газопостачання в США (штати Іллінойс та Айова), Франції (р-н Парижа та Центральна Франція), Росії (біля Москви і Ленінграда), Латвії (біля Риги), Білорусі (Осиповичі) та Узбекистані (біля Ташкента).
- Другий період створення ПСГ в Україні охоплює приблизно 1969—1985. У цей період поряд з розширенням згаданих сховищ починається створення ПСГ на базі вироблених покладів газових родовищ, з використанням їх для забезпечення надійності експортних поставок газу в країни Центральної та Західної Європи. Для задоволення потреб газоспоживаючих регіонів України у 1969 вперше було проведено дослідно-промислове нагнітання газу у вироблені XIV—XV продуктивні горизонти Угерського родовища. При цьому був використаний старий фонд свердловин і наявне обладнання, яке використовувалося при розробці цього родовища. Одночасно було розпочато роботи з проектування (з метою створення та розвитку ПСГ) на Опарському газовому родовищі. Вибір згаданих родовищ для першочергового створення на їх базі ПСГ був обґрунтований необхідністю забезпечення надійності зростаючого експорту газу, розміщенням магістральних газопроводів у безпосередній близькості від них (а самих родовищ від держкордону), а також виснаженням їх запасів та достатньою величиною газонасиченого обсягу пір для насичення газом активного обсягу кожного до ≥2 млрд м3.
- Третій період розвитку підземного зберігання газу починається із середини 1980-х і продовжується до наших днів. Особливо велика робота була проведена за значним збільшенням ємності ПСГ та відбору газу з них у другій половині 1980-х. Для різкого збільшення обсягів підземного зберігання газу в Україні планом передбачалося  пробурити та запустити в експлуатацію 1161 нагнітально-добувну свердловину, ввести компресорні цехи сумарною потужністю 355 МВт та збільшити активну ємність ПСГ на 19 млрд м3.

## Загальний опис
Підземне сховище газу (ПСГ) — штучний поклад газу, створюваний в водонасичених пластах або вироблених покладах з метою регулювання нерівномірного споживання газу в літній і зимовий періоди року. У літній період газ із магістрального газопроводу закачується в ПСГ, а взимку подається в розвідні газопроводи.
Підземні сховища нафти, газу та продуктів їх переробки, створені в природних ємностях, є об'єктами права державної власності.
Спорудження та експлуатація підземних сховищ нафти, газу та продуктів їх переробки здійснюються на підставі спеціальних дозволів на будівництво та експлуатацію підземних сховищ. Вони видаються спеціально уповноваженим центральним органом виконавчої влади в галузі геології та використання надр, технологічних схем і проектів та проектів їх облаштування. Проектно-кошторисна документація (проекти, робочі проекти, робоча документація) на спорудження і реконструкцію підземних сховищ підлягає у встановленому порядку комплексній державній експертизі.
Введення ПС у дослідно-промислову експлуатацію здійснюється на підставі заяви користувача нафтогазоносними надрами за рішенням спеціально уповноваженого центрального органу виконавчої влади, до відання якого віднесені питання державного регулювання нафтогазової галузі, і погодженим зі спеціально уповноваженим центральним органом виконавчої влади, до відання якого віднесені питання нагляду за охороною праці, та іншими органами.
В умовах ринкових відносин система газопостачання України надійно задовольняє попит на газ згідно з контрактами, своєчасно постачаючи споживачам необхідні обсяги природного газу обумовленої якості за певних тисків у системі газопроводів. Це завдання реалізується за допомогою мережі підземних сховищ Прикарпатського газу, які доповнюють один одного з точки зору зумовлених технологічних параметрів (активних обсягів, продуктивності, тривалості періодів закачування та відбору газу та ін.). Підземні сховища Дашава, Опари та Угерське (горизонти XIV—XV) з'єднані системами газопроводу Івацевичі — Долина та Київ — Захід України. Крім того, вони підключені до газопроводу Більче-Волиця — Долина, який, забираючи газ із ПСГ Більче-Волиця — Угерське (горизонт XVI) та трьох згаданих, є по суті газопроводом-колектором. Через своє продовження газопровід Долина — Богородчани, він поєднується із магістральними газопроводами «Союз» та Уренгой — Помари — Ужгород.

## Різновиди ПСГ

### Підземні сховища газу в виснажених родовищах
Перше у світі дослідне закачування газу в виснажене газове родовище було проведено в 1915 в Канаді (родовище Уелленд-Каунті), перше промислове ПСГ ємністю 62 млн м³ було створено в 1916 в США (газове родовище Зоар, район м. Буффало).

### Підземні сховища газу у водоносних пластах
Перше ПСГ у водоносному пласті було створено у 1946 в США — ПСГ Doe Run Upper (штат Кентуккі).

### Підземні сховища газу в соляних кавернах
Див. також Соляні сховища нафти і газу
Підземні сховища в соляних кавернах використовуються переважно для покриття пікових навантажень, оскільки можуть експлуатуватися в «ривковому» режимі з продуктивністю відбору, що перевищує продуктивність відбору з ПСГ в пористих структурах, а кількість циклів може досягати до 20 на рік. З цих причин створенню ПСГ у кам'яній солі приділяється велика увага у розвинених країнах. Це також пов'язано і з ринковими умовами функціонування системи газопостачання, оскільки ПСГ у кам'яній солі можуть служити для компенсації короткострокових коливань газоспоживання, запобігання штрафам за дисбаланс у постачанні газу через аварії на газопроводах, а також планування закупівель на регіональному рівні з урахуванням щомісячних добових коливань ціни газу. У світі створено близько 70 ПСГ у відкладеннях кам'яної солі із загальною активною ємністю близько 30 млрд м³. Найбільша кількість ПСГ у соляних кавернах експлуатується в США — 31 об'єкт, загальна активна ємність якого становить близько 8 млрд м³, а сумарний обсяг відбору понад 200 млн м³/добу. У Німеччині експлуатується 19 ПСГ у соляних кавернах із сумарним обсягом активного газу близько 7 млрд м³. Також планується розширення діючих та будівництво нових ПСГ із загальною активною ємністю близько 8 млрд м³.

### Підземні сховища газу в твердих гірських породах
У світі активно збільшується попит на резервні потужності ПСГ, однак не скрізь існують оптимальні геологічні умови для створення ПСГ на базі виснажених родовищ, водоносних пластІВ або в кам'яній солі. У зв'язку з цим розробляються та впроваджуються технології створення ПСГ у кам'яних печерах та вугільних шахтах. Приклади таких сховищ поодинокі, але у кожному конкретному випадку є технічно єдино можливим і економічно обґрунтованим об'єктом для резервування необхідного обсягу природного газу. Найбільший досвід в організації подібних сховищ є у Норвегії, США, Швеції та Чехії, які розглядають цей варіант як більш економічну та доступну альтернативу організації ПСГ у солях та наземним сховищам зрідженого газу.

### Підземні сховища газу в кавернах гірських порід
У Швеції в районі м. ГальмСтад поблизу основної магістралі газопроводу введено в експлуатацію демонстраційний проект ПСГ Скаллен в фанерованій каверні гірських порід. У граніті на глибині 115 м побудовано одну каверну (геометричний об'єм становить 40 тис. м³), стіни якої укріплені сталевою сіткою.

### Підземні сховища газу у відпрацьованих шахтах
На сьогоднішній день експлуатуються два з чотирьох ПСГ, організованих у відпрацьованих шахтах.

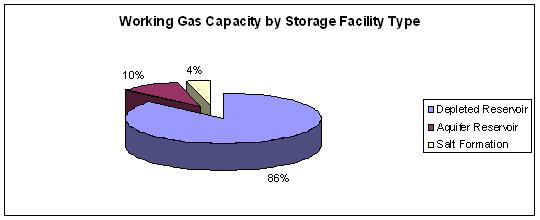
Datasource. На діаграмі: частка газу, яка зберігається у виснажених підземних родовищах, водоносних горизонтах та соляних пластах.

## Екологічне забезпечення
Підземні сховища повинні розташовуватися в зонах, що забезпечують мінімальний рівень впливу на надра, ґрунт, атмосферу та води. Конструкція всіх елементів підземного сховища та технологія їх експлуатації повинні забезпечувати мінімально можливий техногенний вплив на природне середовище.
До початку спорудження підземних резервуарів та розсолосховищ повинні бути проведені базова ландшафтно-геохімічна інвентаризація та виділення значущих для екологічного моніторингу технологічних та фонових площ та показників. При спорудженні та експлуатації підземних сховищ повинен проводитися екологічний моніторинг середовищ, схильних до їх впливу, для виявлення техногенної міграції забруднюючих речовин та оцінки реальних змін у навколишньому середовищі.
Контролю підлягають: 
- Охоронювані, у тому числі питні води;

- Водоносні горизонти, призначені для технічного водопостачання;

- Перший надсольовий водоносний горизонт;

- Ґрунти;

- Геодинамічний стан геологічного середовища;

- Зміщення земної поверхні;

- Склад атмосферного повітря.

## Інтернет-ресурси
- Подземные газовые хранилища